# Phaedyma soror
Phaedyma soror är en fjärilsart som beskrevs av Semper 1889. Phaedyma soror ingår i släktet Phaedyma och familjen praktfjärilar. Inga underarter finns listade i Catalogue of Life.